# دانشگاه فلوریدای غربی
دانشگاه عمومی فلوریدا (به انگلیسی: University of West Florida) که ششمین دانشگاه ایالت فلوریدا می‌باشد، در پنسوئلای فلوریدا قرار دارد. مؤسس این دانشگاه هارولد کرازبی بود.

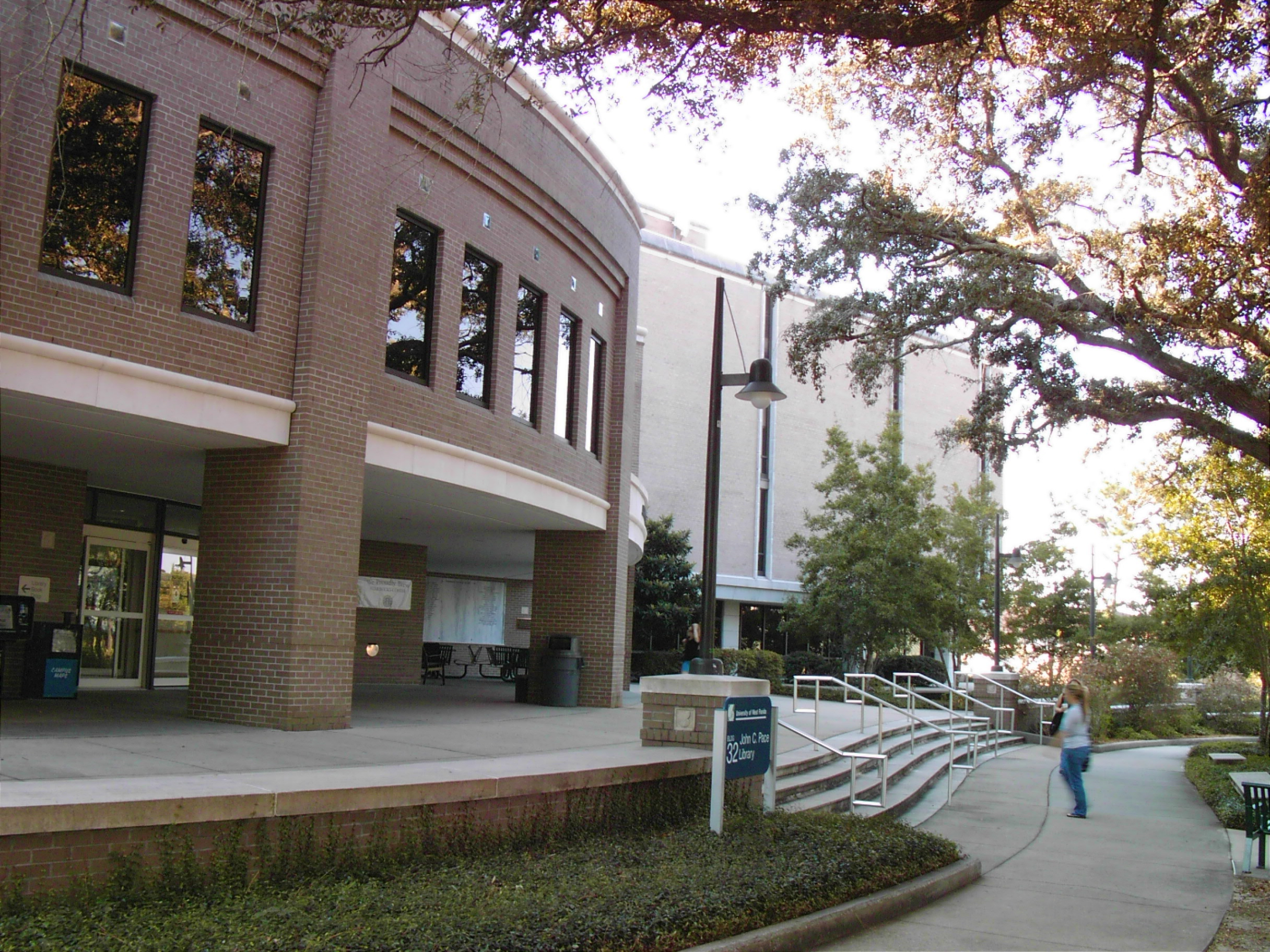
نمای ورودی کتابخانه جان سی پیس

## نگارخانه

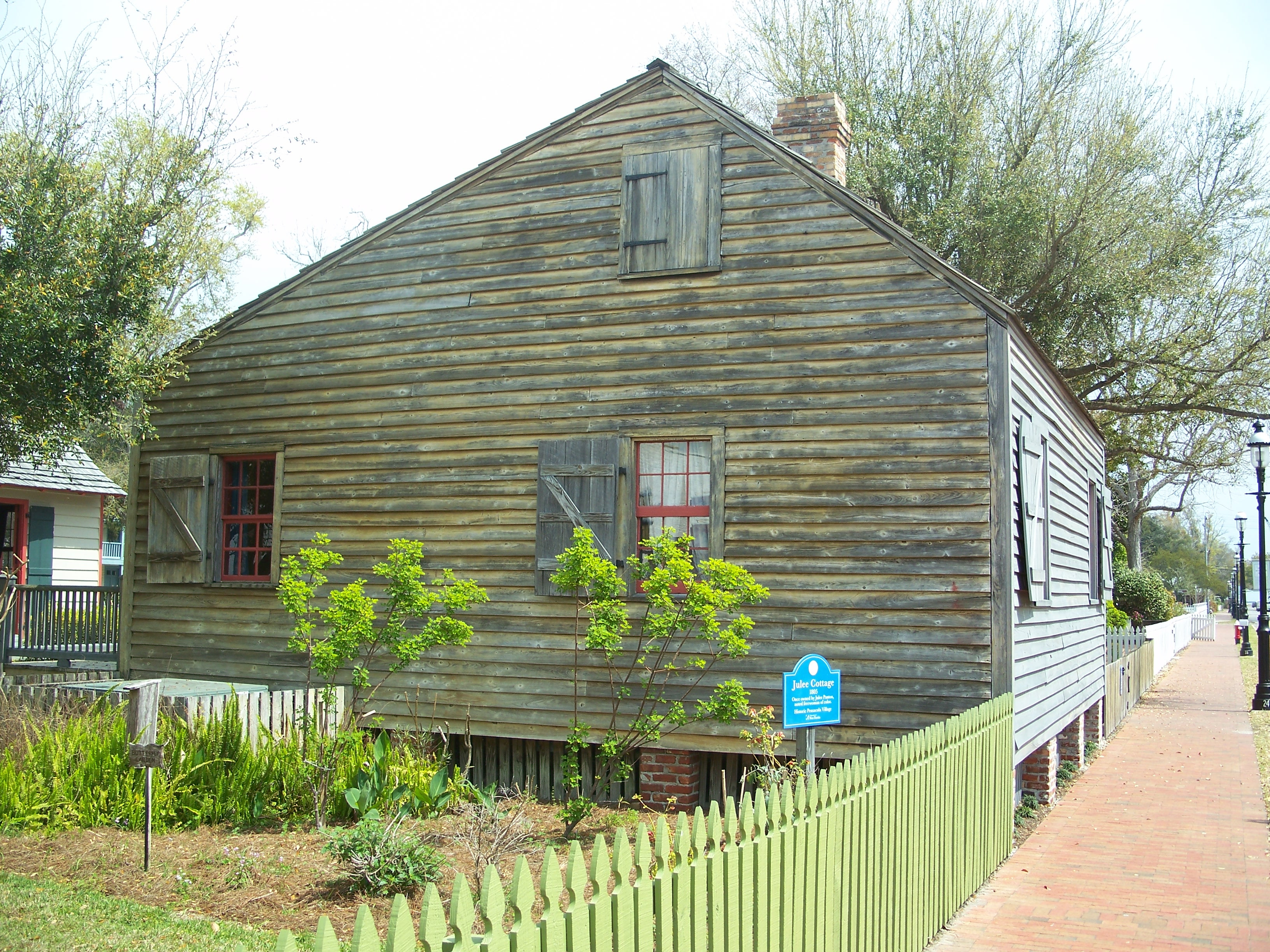
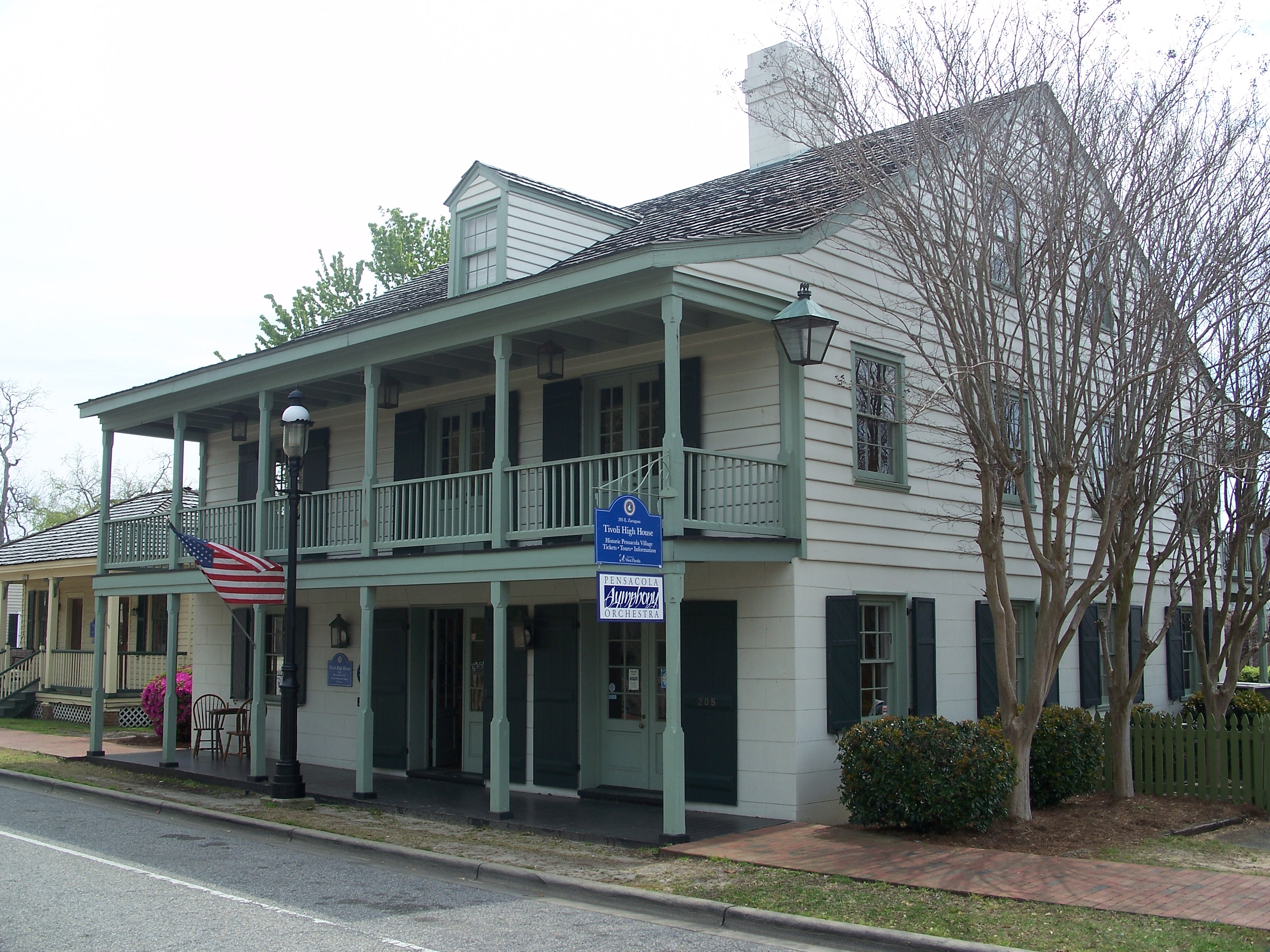
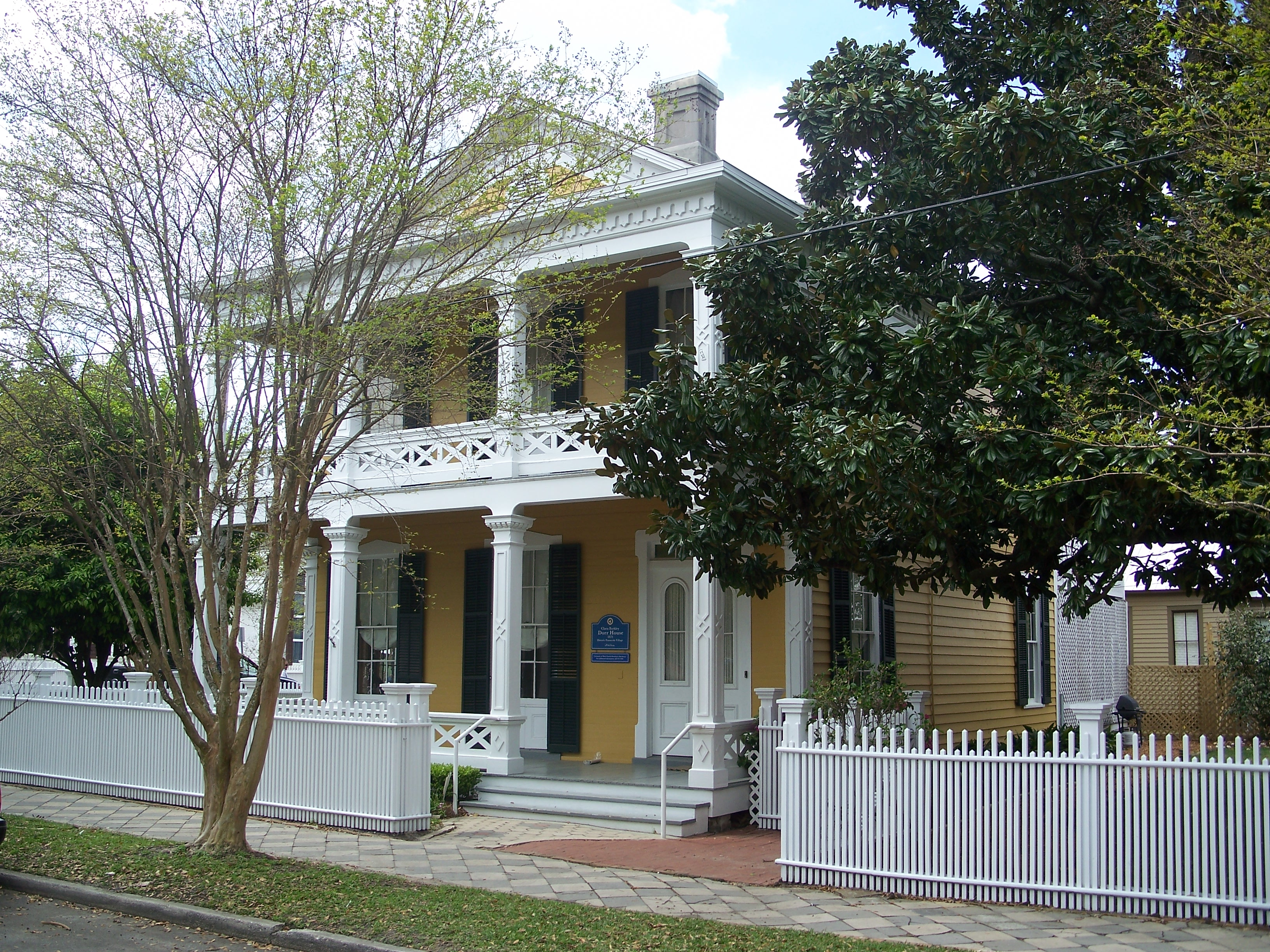
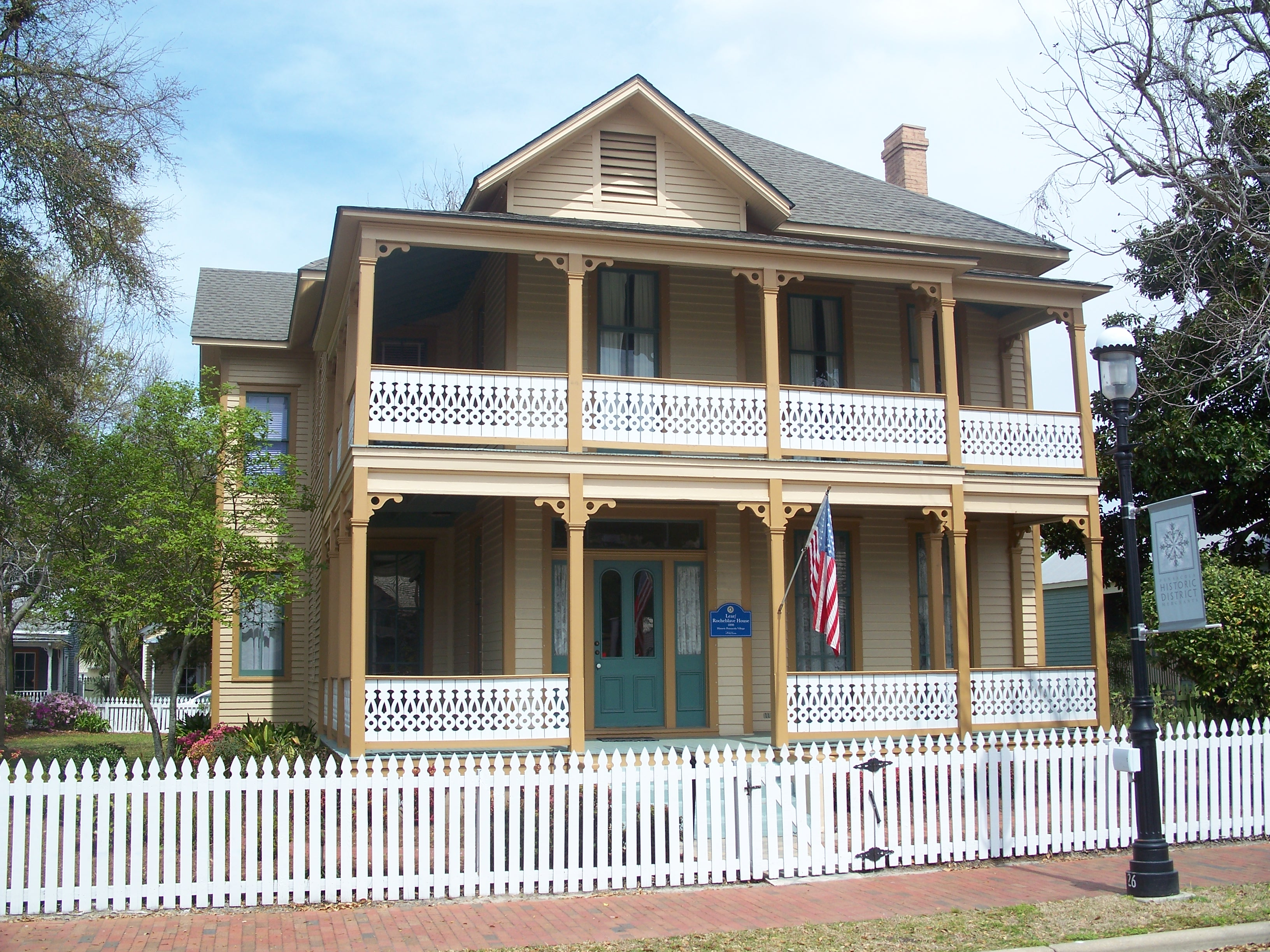
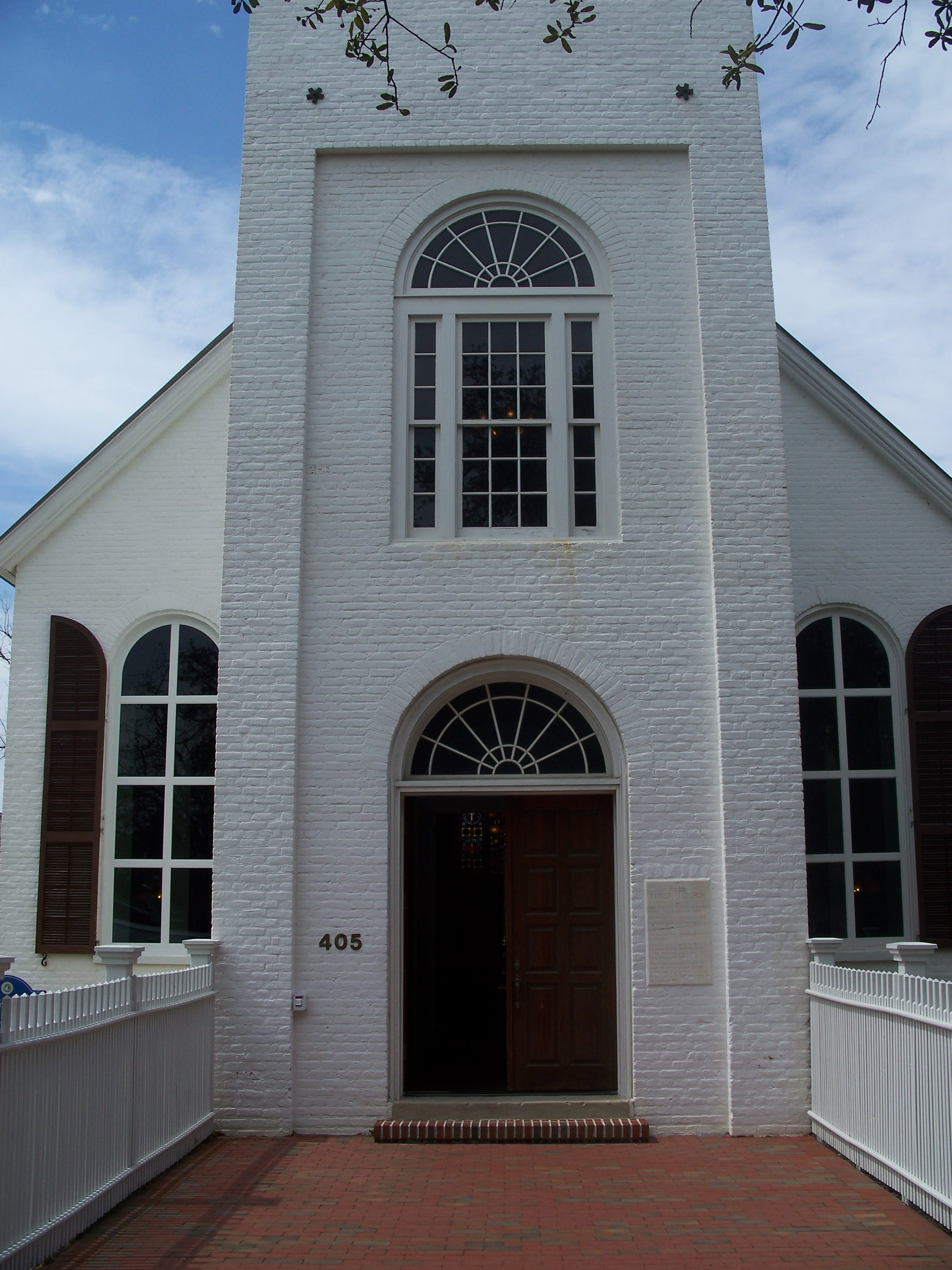
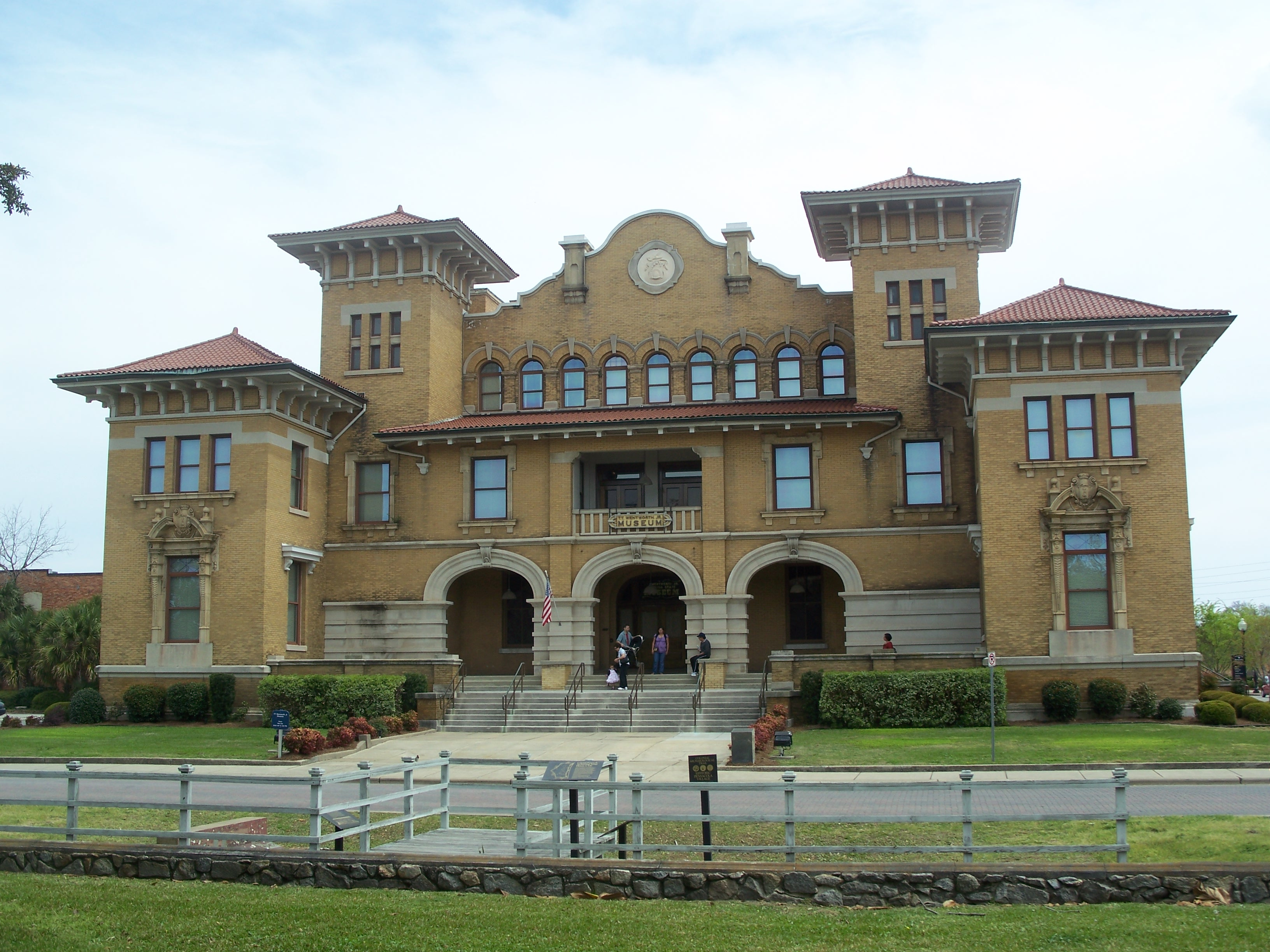
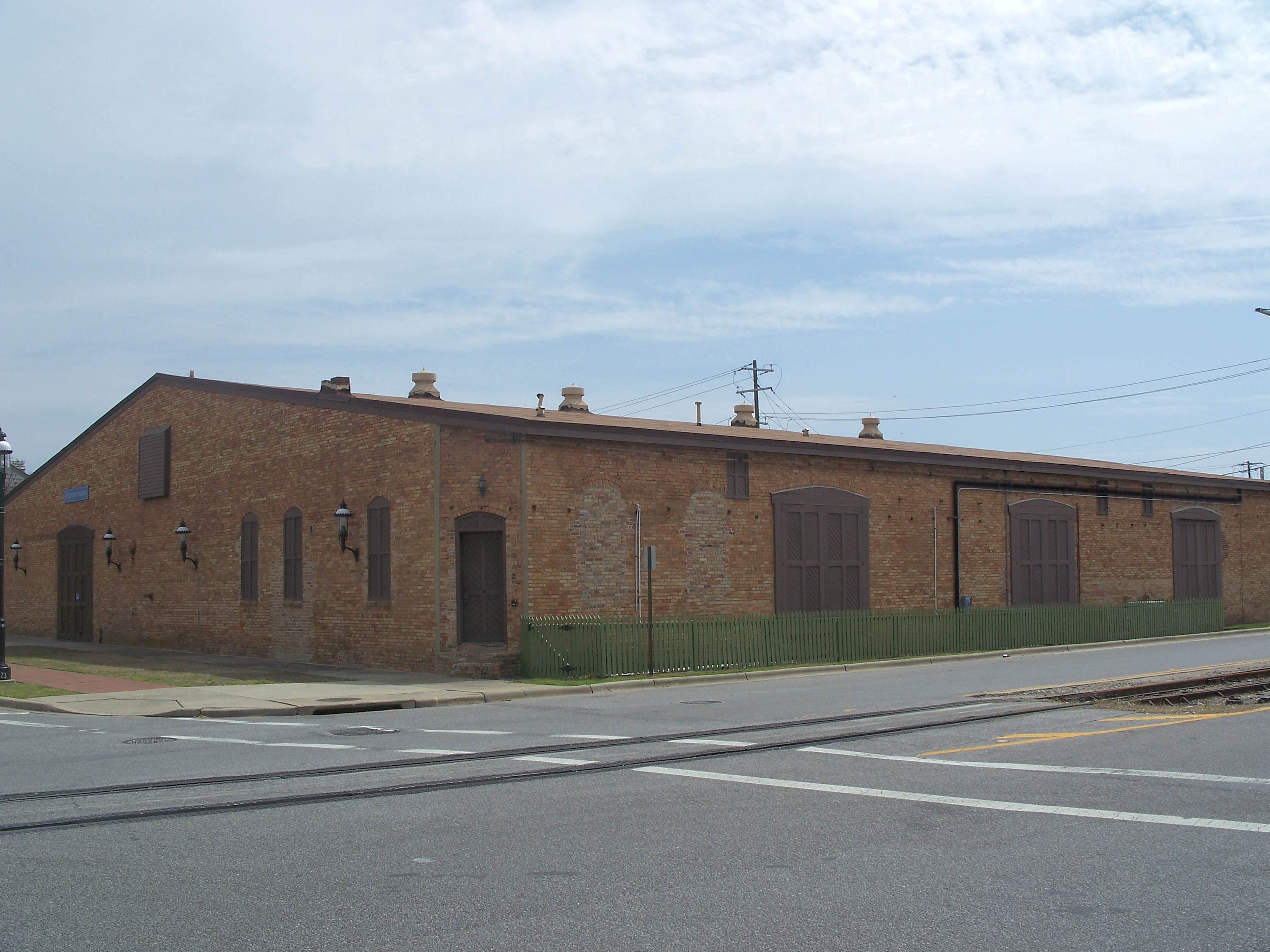
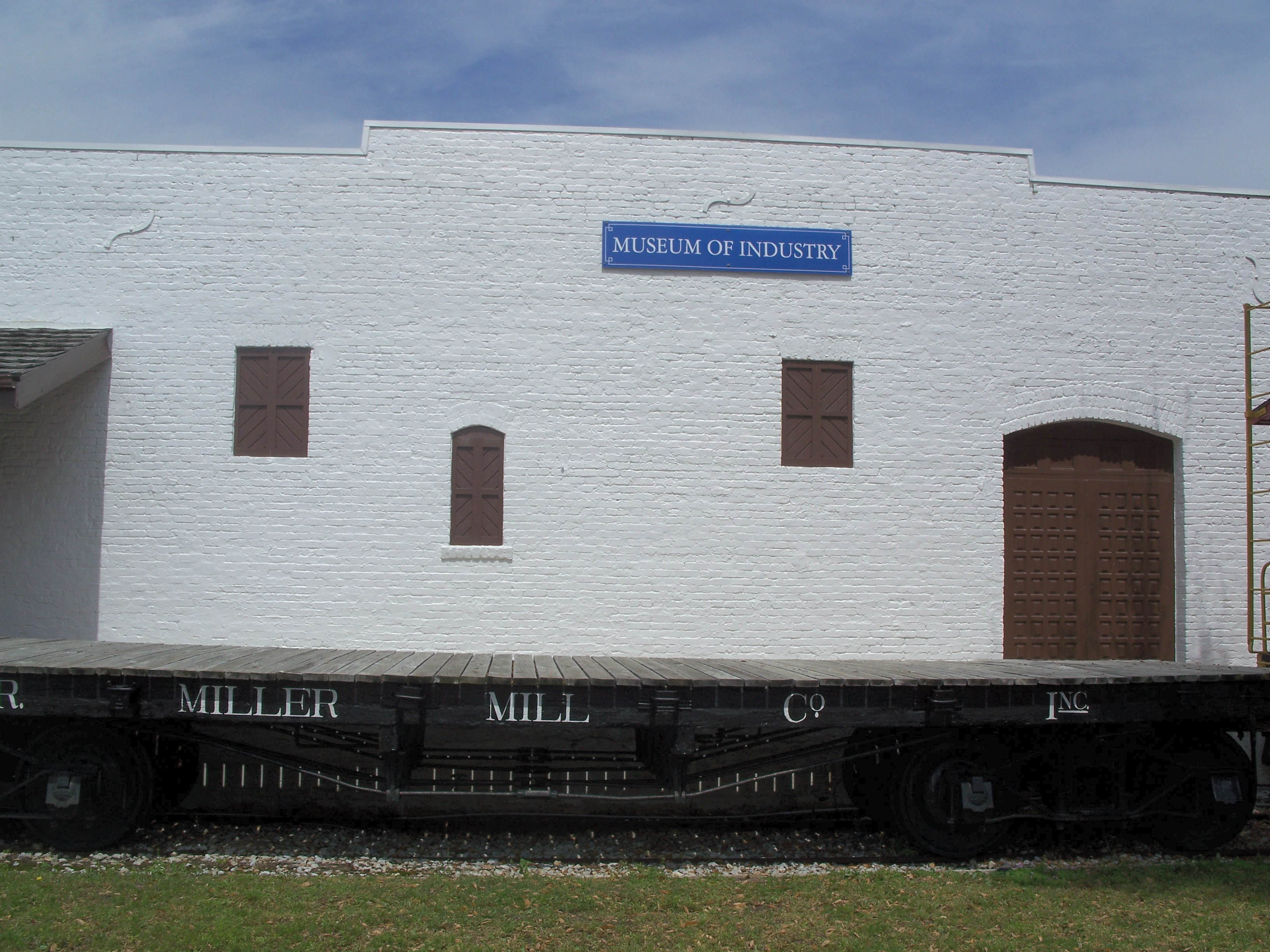